# Bartramiaceae
Die Bartramiaceae sind eine Familie der Laubmoose und bilden eine eigene Ordnung Bartramiales.

## Merkmale
Die Moose bilden meist dichte und von Rhizoiden filzige Polster, die oft bläulich grün und schwer von Wasser benetzbar sind. Die Blättchen sind meist schmal lanzettlich. Der Blattrand ist fast stets scharf gezähnt. Die Zellen der Blattspreite sind quadratisch bis rechteckig. Eine Mittelrippe existiert stets.
Die Antheridienstände sind von Hochblättern umgeben und ähneln einer Blüte.
Der Kapselstiel (Seta) ist meist aufrecht. Die Kapseln dieser Moose sind auffällig rund. Daher haben die Moose auch ihren deutschen Namen Apfelmoose. Das Peristom ist doppelt.

## Systematik
Die weltweit verbreitete Familie bildet eine eigene Ordnung mit zehn Gattungen sowie rund 375 Arten, die in drei Unterfamilien eingeteilt werden:
- Unterfamilie Conostomoideae
  - Conostomum, 7 Arten, Südhalbkugel temperiert bis antarktisch
- Unterfamilie Bartramioideae
  - Anacolia, 7 Arten, weltweit
  - Apfelmoose (Bartramia), 60 Arten weltweit, meist tropisch
  - Flowersia, 4 Arten, Mittelamerika, Nord-Ost-Afrika, Himalaja
  - Leiomela, 13 Arten, fast nur neotropisch
  - Neosharpiella, 2 Arten, Mittel- und Südamerika, Lesotho
  - Plagiopus, 1 Art, Nordhalbkugel sowie Bolivien und Neuseeland
    - Krummfußmoos (Plagiopus oederianus)
- Unterfamilie Breutelioideae
  - Fleischerobryum, 2 Arten, Ostasien
  - Breutelia, 93 Arten, weltweit, Schwerpunkt tropisch und Südhalbkugel temperiert
  - Philonotis, 185 Arten, weltweit